# (1772) Gagarine
Pour les articles homonymes, voir Gagarine (homonymie).
(1772) Gagarine (officiellement (1772) Gagarin) est un astéroïde de la ceinture principale.
Il a baptisé ainsi en l'honneur du cosmonaute soviétique Youri Gagarine (1934-1968), premier homme ayant volé dans l'espace.